# 大森創造
大森 創造（おおもり そうぞう、1918年（大正7年）5月25日 - 1999年（平成11年）11月14日）は、昭和期の政治家。参議院議員、茨城県東茨城郡圷村長。

## 経歴
茨城県東茨城郡、のちの桂村（現城里町）で生まれる。九州大学中国文学科を卒業。又一貿易上海支店に勤めた。
1956年（昭和31年）日本社会党に入党。圷村民主同盟を結成した。圷村長に就任し2期在任。茨城県議会議員に選出され3期在任した。また、社会党茨城県連書記長、同党基地対策委員長などを務めた。
1959年（昭和34年）6月の第5回参議院議員通常選挙に茨城県地方区から社会党公認で出馬して初当選。1965年（昭和40年）7月の第7回参議院議員通常選挙でも再選され、参議院議員に連続2期在任した。その間、参議院科学技術振興対策特別委員長、同災害対策特別委員長などを務めた。
1999年（平成11年）11月14日、胆管癌のため茨城県水戸市の国立水戸病院で死去、81歳。死没日をもって従四位に叙される。

## 栄典
- 1988年 - 勲二等瑞宝章受章[7]。
- 1999年 - 従四位